# Alpina

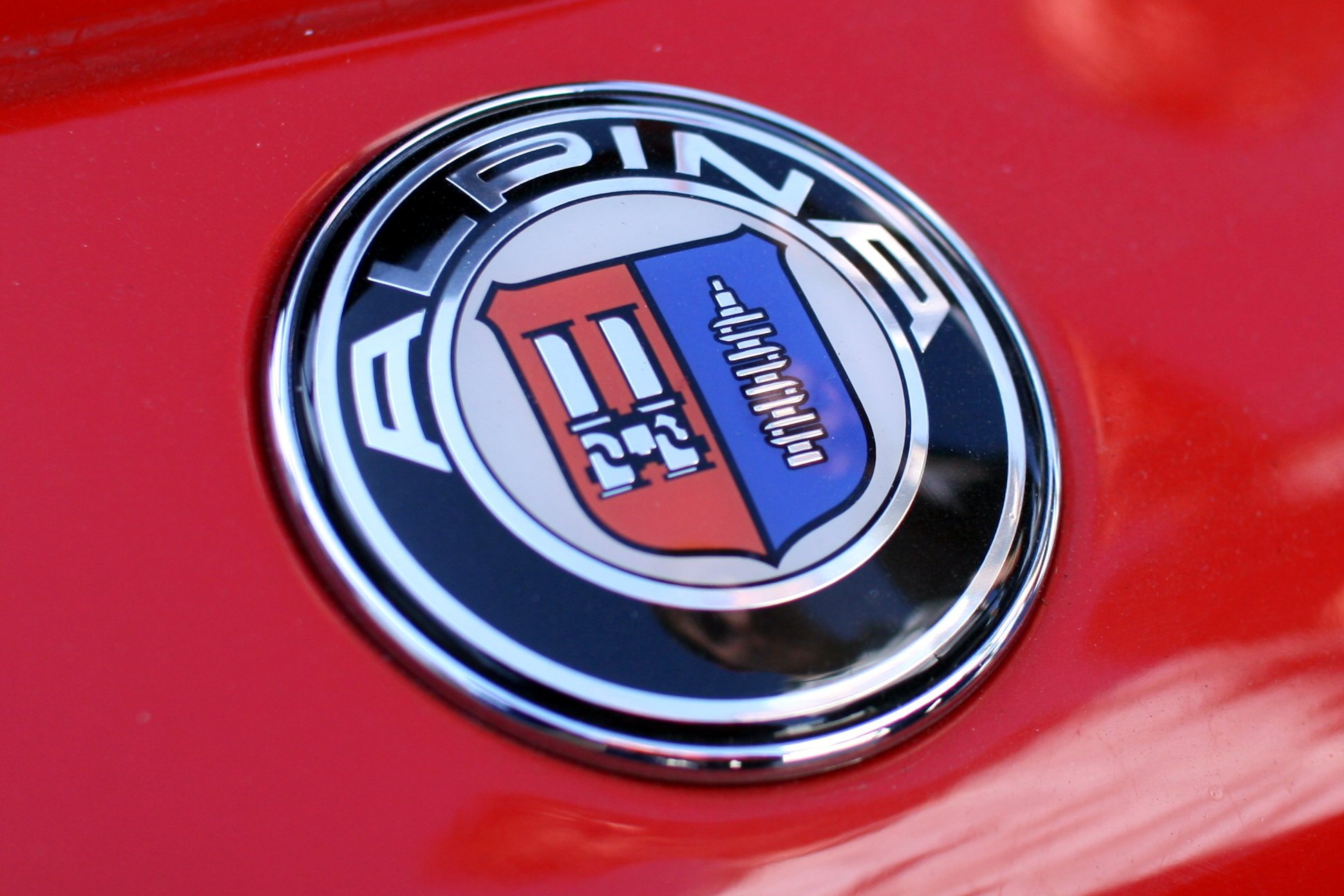
Логотип компанії Alpina

Alpina Burkard Bovensiepen GmbH — німецька тюнінгова та автобудівна компанія, що спеціалізується на випуску власних моделей на базі серійних BMW. На авторинку є конкурентом виробника спортивних моделей BMW M.
Розташована у місті Бухлое, район Східний Альгой в Баварії.

## Історія

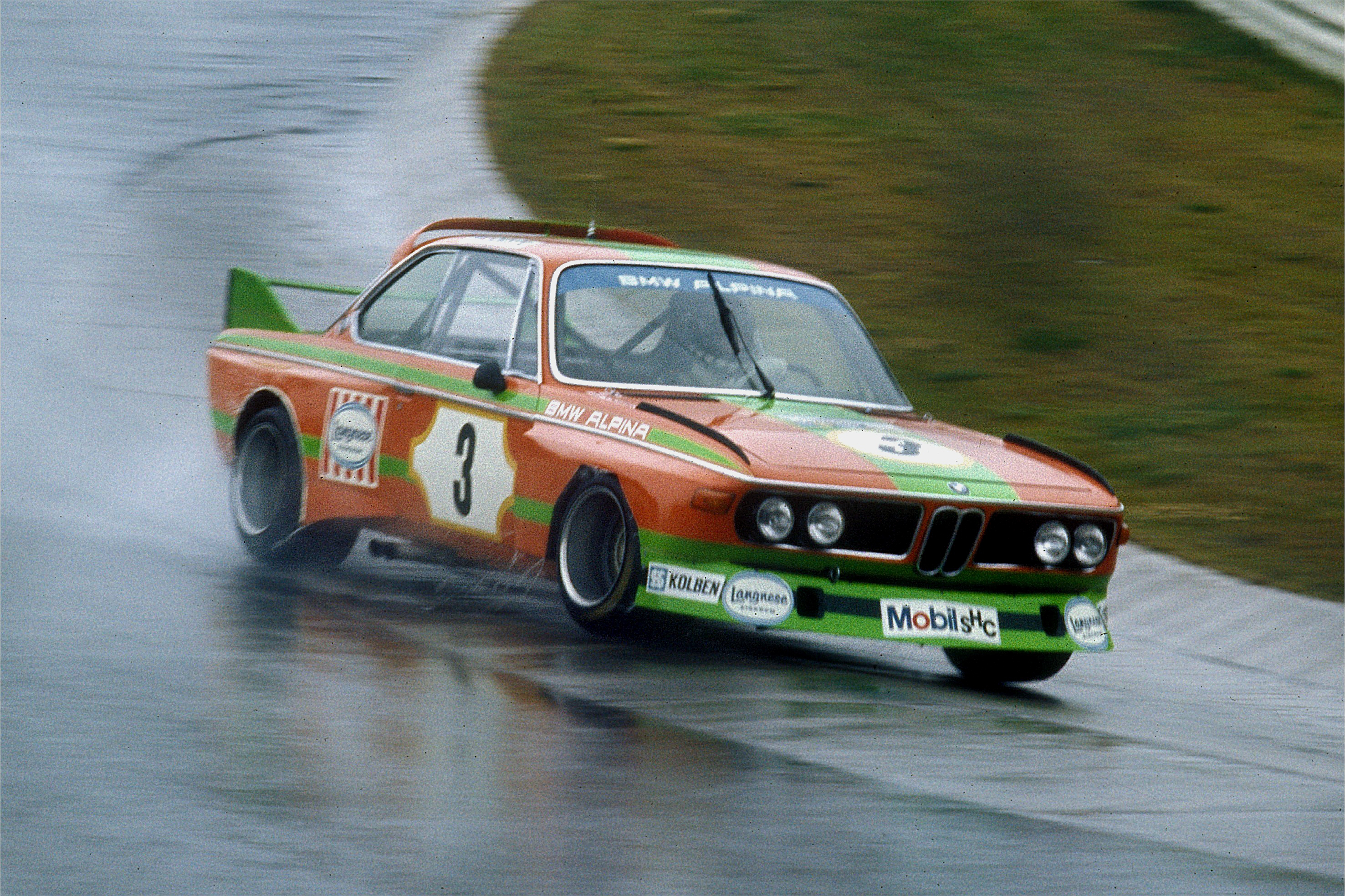
Гельмут Кеніг на Alpina CS, 13 липня 1973 р.

Компанію заснував Буркард Бовензіпен у 1965 р. Назва сходить до компанії його батька, Рудольфа Бовензіпена, що виробляла офісну техніку, однак припинила своє існування в кінці 60-х рр. після невдачі з переходом у текстильну справу. Компанія Буркарда Бовензіпена влаштувалася в її будинку в Кауфберене і займалася доведенням автомобілів БМВ, в основному, роботою з карбюраторами і головками циліндрів. До 1970 р., маючи штат в 70 осіб, фірма перебазувалася в Бухлое. З кінця 1970-х рр. фірма зареєстрована як незалежний виробник, і її машини називаються Альпіна, хоча вони як і раніше засновані на серійних моделях БМВ, використовують ряд агрегатів (елементи підвіски, гальмівні системи) від потужніших серійних моделей БМВ і можуть обслуговуватися у дилерів БМВ. Від оригінальних БМВ машини BMW ALPINA відрізняє розширене використання компресорів, внесення змін в поршневу групу двигуна, встановлення додаткових інтеркулерів, роботи з налаштуванням КПП, зниження маси автомобіля і використання аеродинамічних компонентів власної розробки. Також Альпіна спеціалізується на індивідуальному доопрацюванні салонів своїх автомобілів залежно від побажань замовника. Альпіна не є тюнінговим ательє, і доробка вже готового автомобіля BMW на Альпіні неможлива. Автомобіль спочатку замовляється на Альпіні і будується на BMW як Альпіна.

## Alpina в автоспорті
Паралельно з доведенням серійних машин, компанія готувала і гоночні машини (з 1968 р.), і сама ж виставляла їх на перегони. У 1970-ті рр. її машини виграли Європейський кузовний чемпіонат, чемпіонат Німеччини з підйому на гору, ралі, гонки вантажівок і престижну гонку 24 години Спа.
У 1987—1988 рр. Альпіна прийшла в DTM як заводська команда з моделлю М3 разом з Zakspeed, гонщику якої, Еріку ван де Поелю, в результаті дісталася перемога.
У 2007 р. фірма підготувала Альпіна В6s за правилами GT3 для участі в чемпіонатах GT, де допускаються такі машини, у тому числі в гонці 24 години Нюрбургринга.

## Технічні характеристики
| Модель     | Циліндри | Об'єм, см³ | Потужність                             | Крутний момент             | 0—100 км/год, с | Vмакс, км/год |
| ---------- | -------- | ---------- | -------------------------------------- | -------------------------- | --------------- | ------------- |
| D3 Biturbo | Р4       | 1995       | 157 кВт (214 к. с.) при 4100 хв−1      | 450 Н·м при 2000—2500 хв−1 | 6,9             | 244           |
| B3 Biturbo | Р6       | 2979       | 265 кВт (360 к. с.) при 5500—6000 хв−1 | 500 Н·м при 3800—5000 хв−1 | 4,8             | 285           |
| B5 S       | V8       | 4398       | 390 кВт (530 к. с.) при 5500 хв−1      | 725 Н·м при 4750 хв−1      | 4,6             | 317           |
| B6 S       | V8       | 4398       | 390 кВт (530 к. с.) при 5500 хв−1      | 725 Н·м при 4750 хв−1      | 4,5             | 318           |
| B7 Biturbo | V8       | 4395       | 373 кВт (507 к. с.) при 5500 хв−1      | 700 Н·м при 3000 хв−1      | 5,5             | 300           |
| Alpina B8  | V8       | 4619       | 245 кВт (333 к. с.) при 5700 хв−1      | 470 Н·м при 3900 хв−1      | 5,6             | 280           |

## Галерея автомобілів Alpina

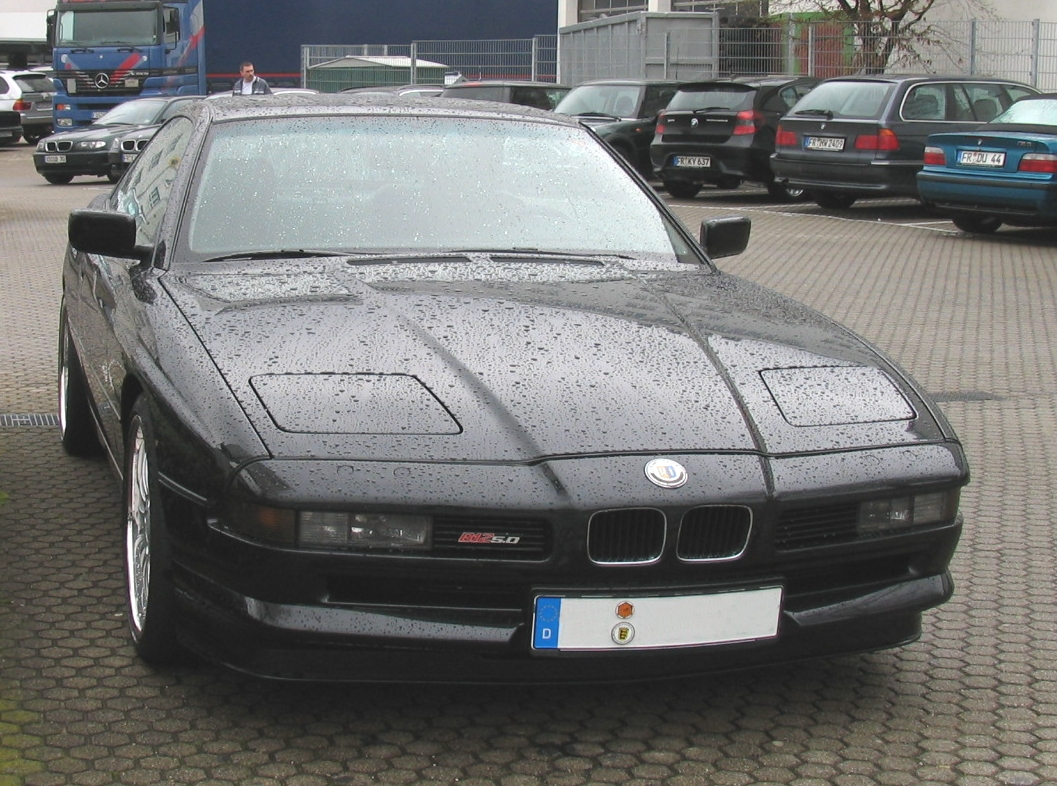
BMW 850 Alpina
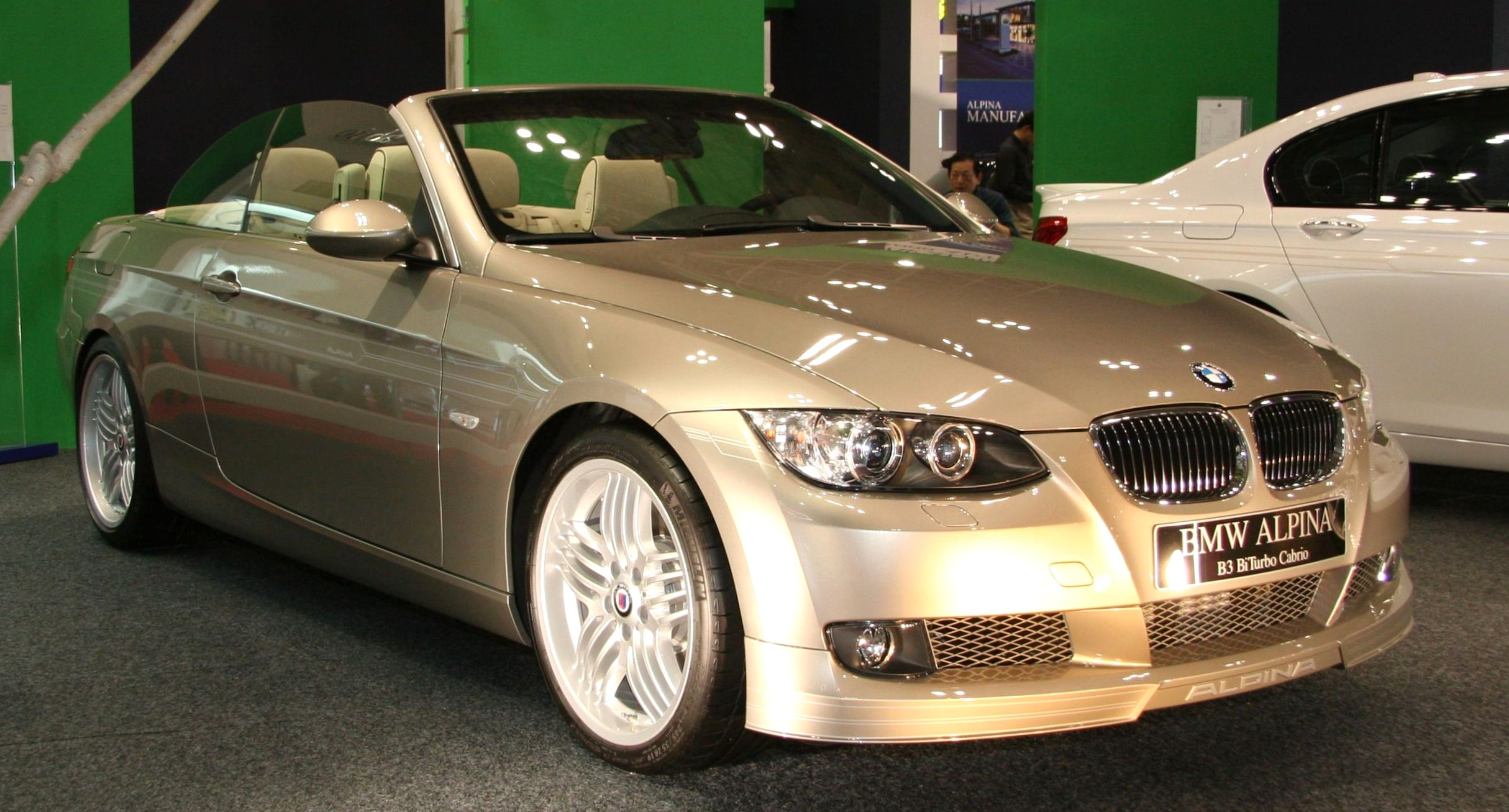
Alpina B3 BiTurbo Cabrio
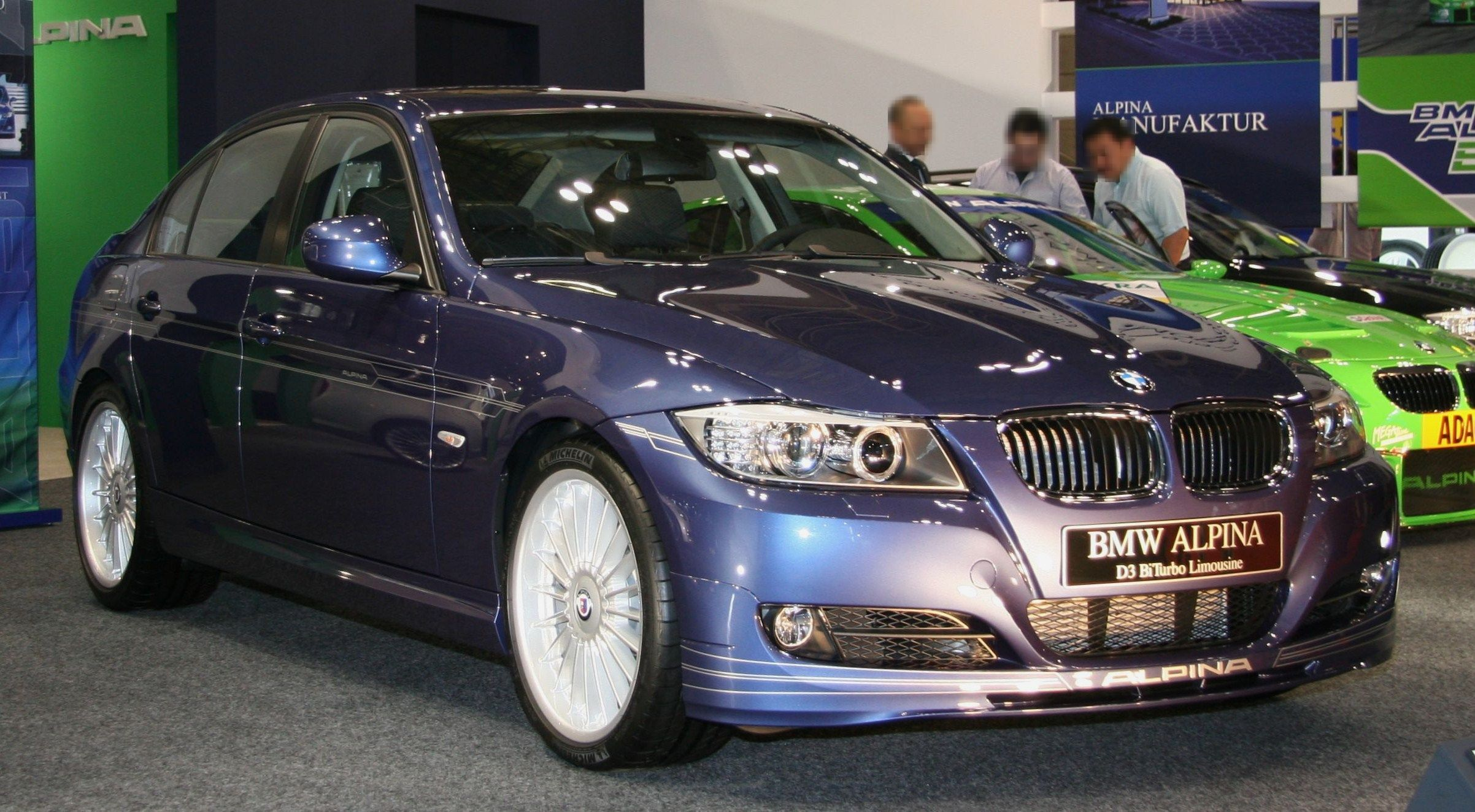
Alpina D3 BiTurbo Limousine
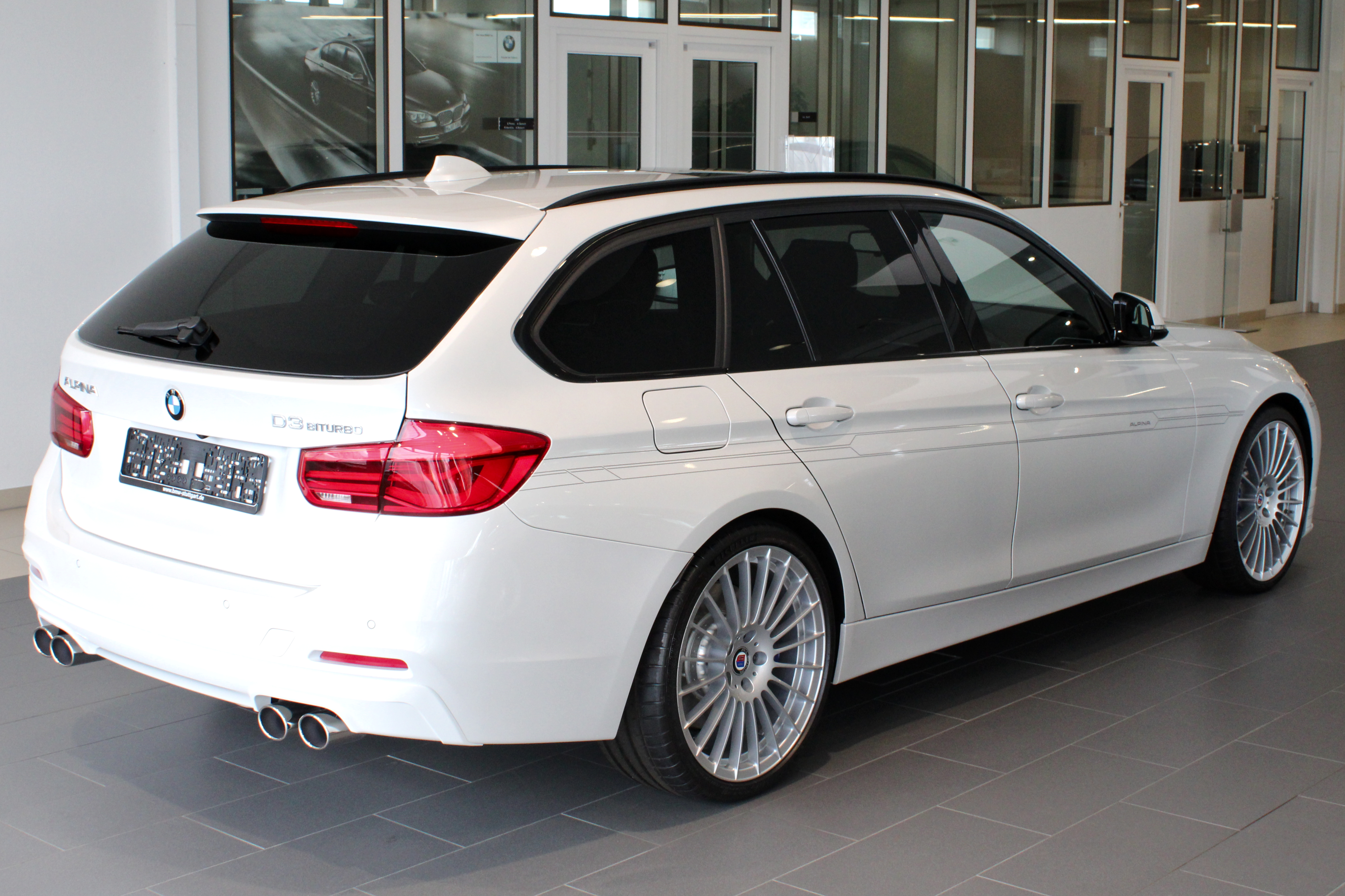
Alpina D3 BiTurbo Touring
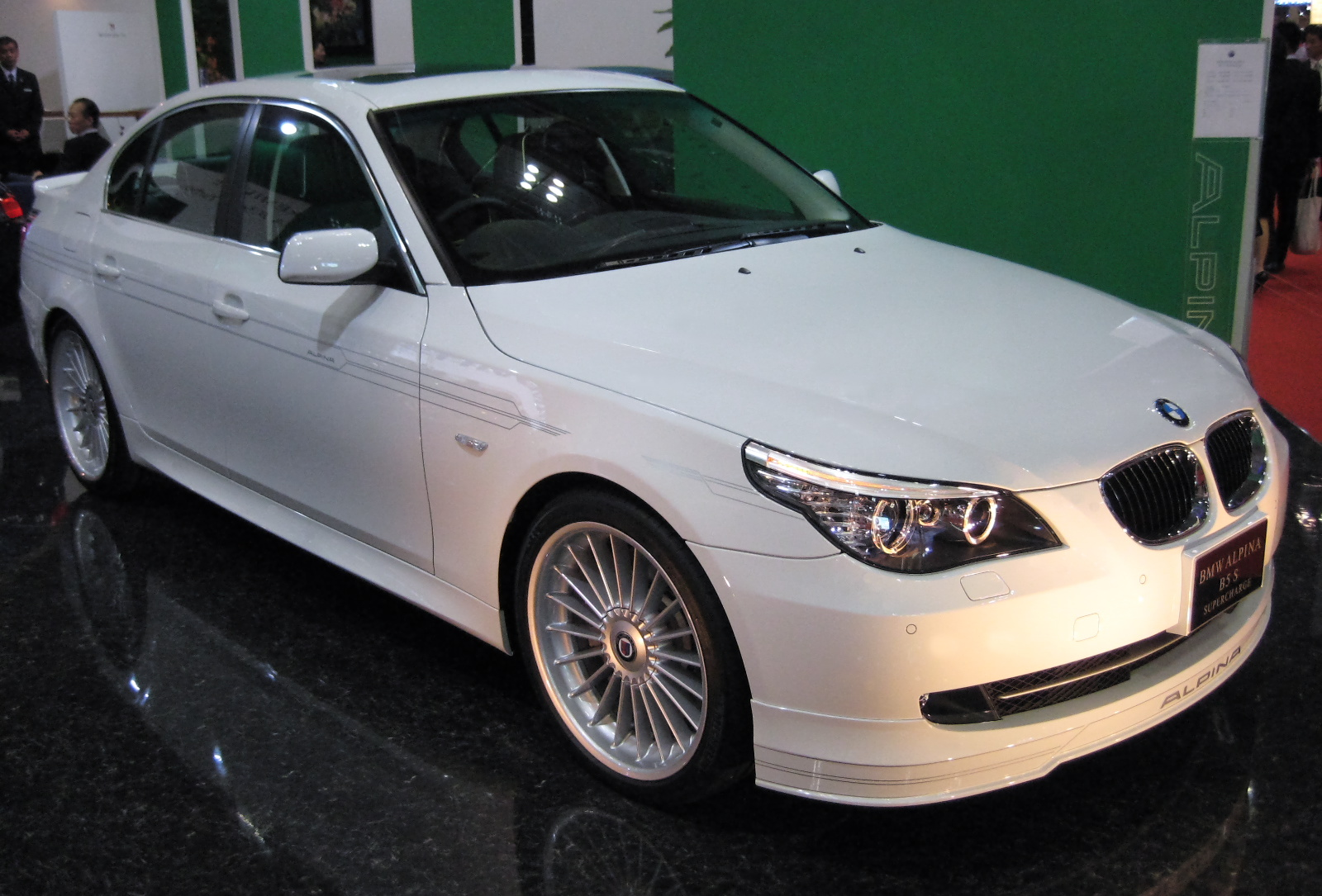
Alpina B5 S
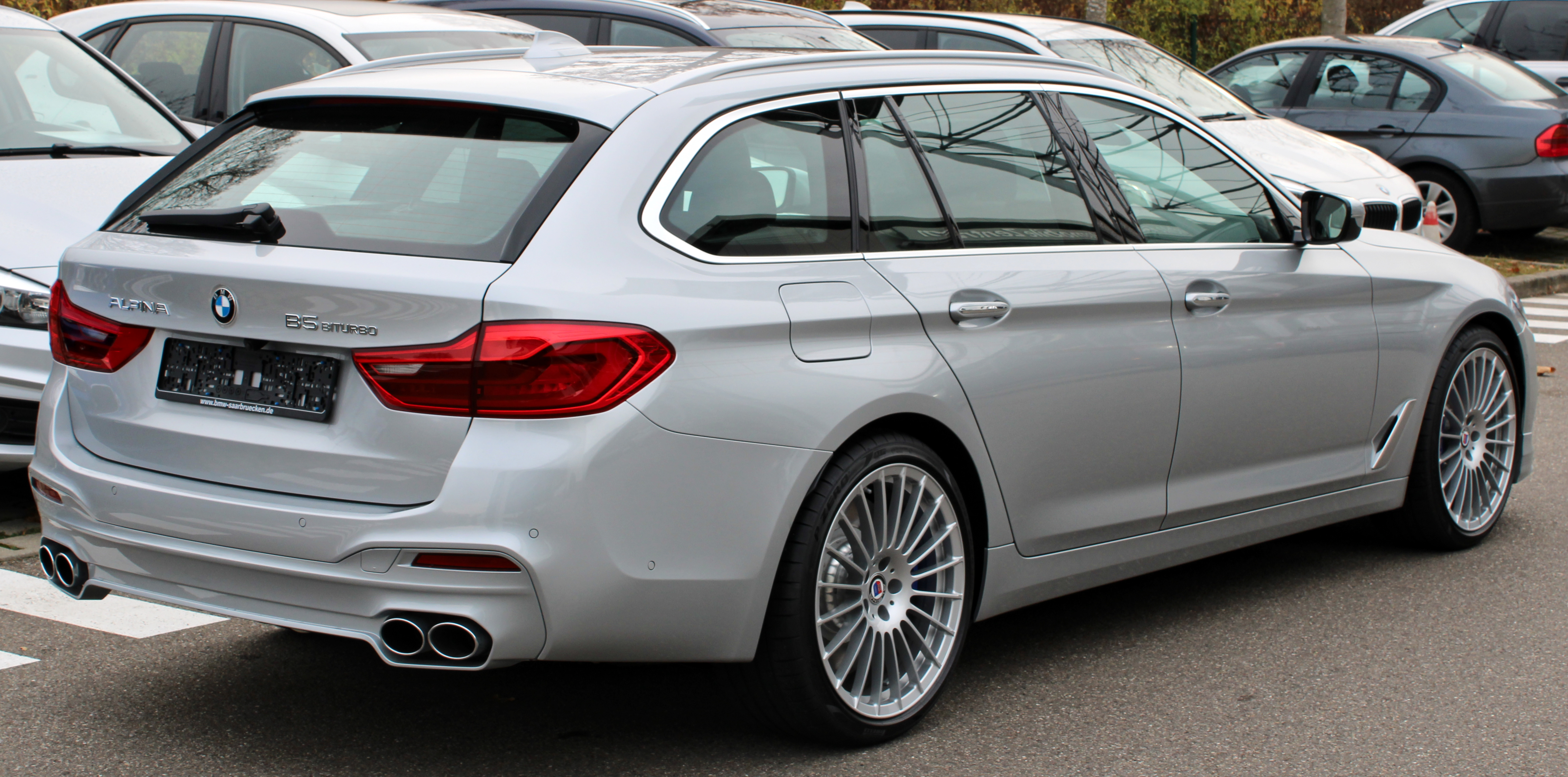
Alpina B5 Biturbo Touring
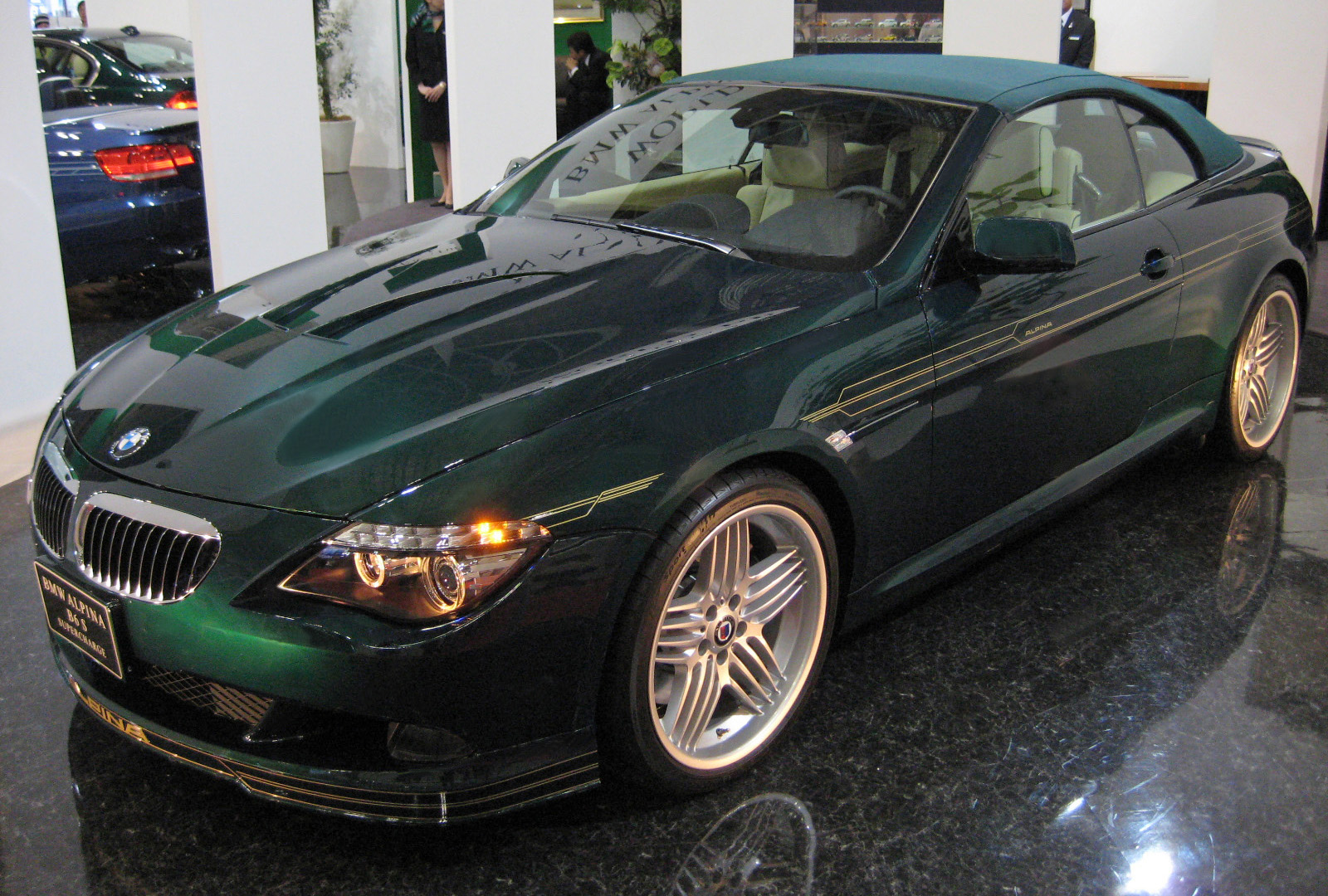
Alpina B6 S
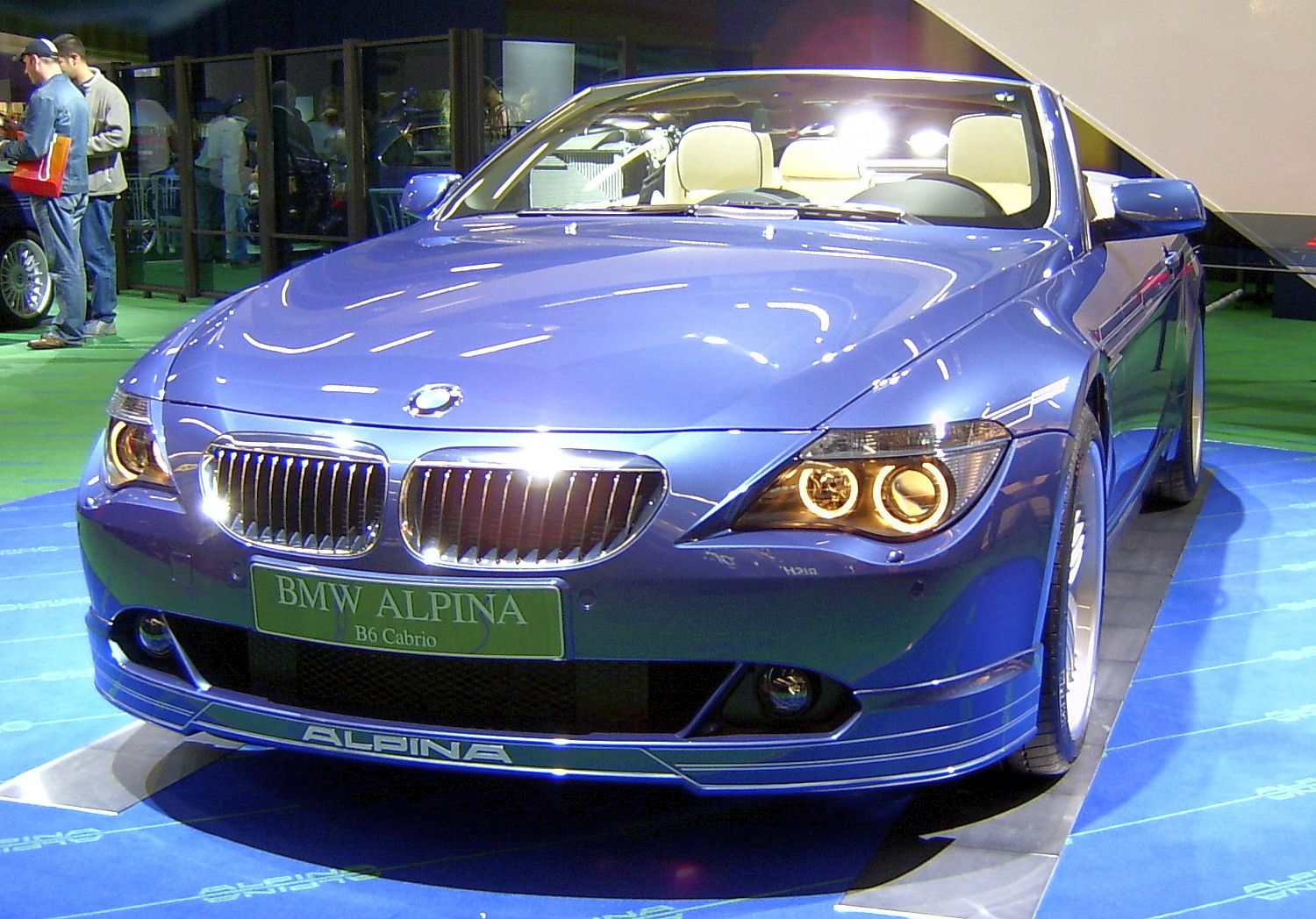
Alpina B6 S Cabrio
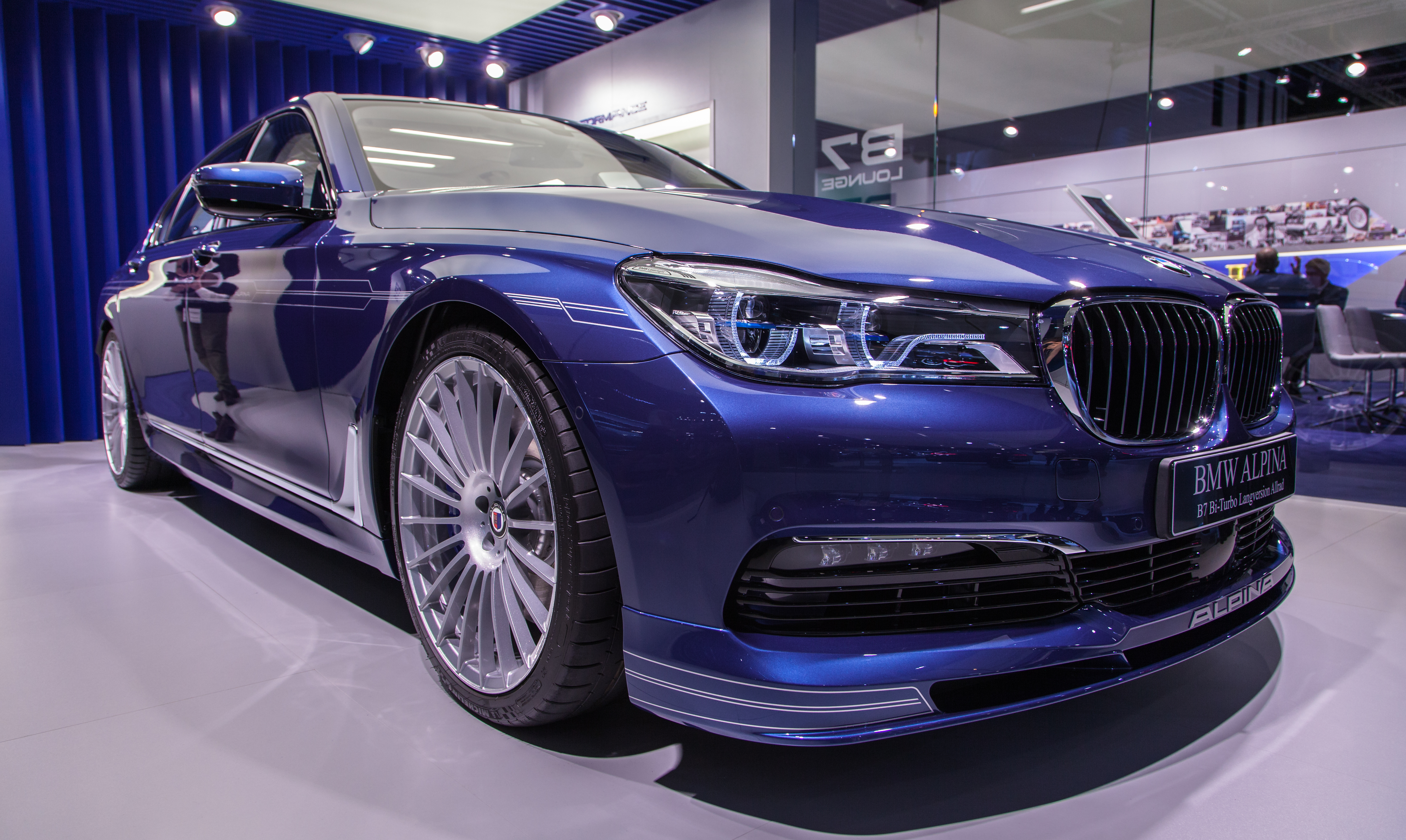
Alpina B7 BiTurbo
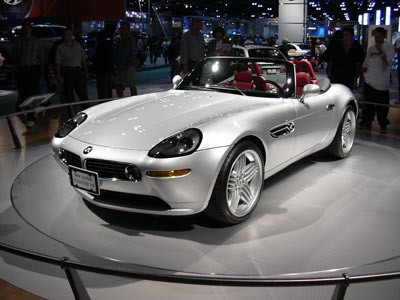
Z8 Alpina